# Le Banni des îles
Pour plus de détails, voir Fiche technique et Distribution.
Le Banni des îles (Outcast of the Islands) est un film britannique de Carol Reed, sorti en 1951.

## Synopsis
Peter Willems un homme aussi égoïste qu'ambitieux, est accusé de vol dans son poste de directeur au cours d'une opération portuaire près de Singapour. Après avoir été licencié pour son inconduite, il renoue avec le capitaine d'un navire de commerce Lingard, qui s'est lié d'amitié avec lui à l'âge de 12 ans. Lingard accepte d'aider Willems à retrouver sa réputation en l'emmenant dans un village commerçant situé sur un canal difficile à naviguer près de la côte de Batam. Le gendre de Lingard, Elmer Almayer, exploite une opération commerciale pour le capitaine Lingard dans le village. Lingard demande à Almayer de prendre Willems sous son aile et de lui apprendre le métier. Alors que Lingard est parti pour l'une de ses sorties en mer, Willems abuse de sa confiance, séduit la fille du chef du village, Aissa et tente de voler l'activité commerciale d'Almayer. Il humilie ce dernier devant les villageois et partage les secrets de navigation du chenal avec un Arabe qui rivalise avec le capitaine Lingard. Quand ce dernier revient pour découvrir le gâchis que Willems a créé et le confronte après une condamnation par les villageois à cause de la honte qu'il a apportée au chef frêle et mourant. Il décide d'abandonner son vieil ami à son sort et part vivre dans l'isolement et l'exil.

## Fiche technique
- Titre : Le Banni des îles
- Titre original : Outcast of the Islands
- Réalisation : Carol Reed, assisté de Guy Hamilton
- Scénario : William Fairchild, d'après le roman Un paria des îles de Joseph Conrad
- Production : Carol Reed et Hugh Perceval, pour London Film Productions
- Musique : Brian Easdale
- Photographie : Edward Scaife et John Wilcox, assistés de Ted Moore (cadreur)
- Montage : Bert Bates
- Décors : Vincent Korda
- Costumes : Ivy Baker
- Pays d'origine : Royaume-Uni
- Langues : anglais
- Format : Noir et Blanc - 1,37:1
- Genre : Drame et aventure
- Durée : 102 minutes, 93 minutes (USA)
- Dates de sortie :
  - 15 novembre 1951  Allemagne de l'Ouest
  - 21 janvier 1952  Suède
  - 25 février 1952  Royaume-Uni
  - 15 mai 1952  États-Unis (New York)
  - 11 juillet 1952  États-Unis (sortie nationale)

## Distribution
- Ralph Richardson : Capitaine Lingard
- Trevor Howard : Peter Willems
- Robert Morley : Almayer
- Wendy Hiller : Mrs. Almayer
- Kerima : Aissa
- George Coulouris : Babalatchi
- Wilfrid Hyde-White : Vinck
- Frederick Valk : Hudig
- Betty Ann Davies : Mrs. Williams
- Dharma Emmanuel : Ali
- Marne Maitland : Officier en second

## Distinctions
- Nommé pour le prix de la BAFTA 1953 du meilleur film britannique ;
- Nommé pour le prix de la BAFTA 1953 du meilleur film.